# میرزا شفیع مازندرانی
میرزا محمدشفیع بندپی مازندرانی (زاده ۱۱۵۹ ه‍.ق در بخش بندپی غربی بابل – درگذشته ۱۹ رمضان ۱۲۳۴ ه‍.ق در قزوین) ملقب به اعتمادالدوله و آصف‌الدوله، یکی از بزرگان دوران قاجار بود که از سال ۱۲۱۵ تا ۱۲۳۴ قمری و در دوران سلطنت فتحعلی شاه قاجار، صدراعظم ایران بود.
از مهم‌ترین وقایع در روابط خارجی ایران در زمان صدارت میرزا شفیع، می‌توان به عقد عهدنامه فینکنشتاین در ۲۵ صفر ۱۲۲۲ با فرانسه، عقد عهدنامه مجمل در ۱۲ محرم ۱۲۲۴، عقد عهدنامه مفصل در ۱۲۲۷ و وقوع جنگ‌های اول ایران و روسیه و جدایی بخش‌هایی از خاک سرزمین ایران در پی انعقاد عهدنامه گلستان بود.

## زندگی و صدارت
وی فرزند حاج میرزا احمد از خدمتگزاران نادرشاه افشار بود. محمدشفیع هنگامی که آقامحمد خان به بارفروش مازندران آمد، به او پیوست و چون خط نکویی داشت مورد توجه آقامحمد خان قرار گرفت. او در زمان صدارت حاج میرزا ابراهیم خان اعتمادالدوله، رئیس دیوان محاسبات بود و پس از عزل او در اول ذیحجهٔ ۱۲۱۵، به صدارت رسید و صدراعظم فتحعلی شاه شد و سرانجام در ۱۹ رمضان ۱۲۳۴ در قزوین درگذشت. پس از او صدارت به حاج محمدحسین خان صدر اصفهانی رسید. میرزامحمدشفیع مازندرانی؛ صدراعظم مشهور قاجار مقیم و اهل بندپی [بابل] بود.